# Clara Taggart MacChesney
Clara Taggart MacChesney (a veces McChesney) (1860/61-1928) fue una pintora y escritora estadounidense conocida por su pintura figurativa, paisajes y "escenas y gente de Holanda". : 458 

## Primeros años
Nacida en Brownsville, California, su familia se mudó a Oakland cuando ella era pequeña, donde su padre, Joseph B. McChesney, era el director de la Escuela Preparatoria Oakland.
MacChesney comenzó sus estudios de arte en San Francisco con Virgil Williams en la Escuela de Diseño de California, antes de mudarse a la ciudad de Nueva York para continuar sus estudios con HS Mowbray y JC Beckwith. Después se trasladó a París, donde se inscribió en la Académie Colarossi y estudió con Courtois.
MacChesney exhibió unas acuarelas en la Exposición Mundial Colombina de Chicago en 1893 y recibió una medalla por su trabajo. Un artículo en The San Francisco Call anunció que había participado con dos pinturas en la Exposición Mundial de 1900 en París, y señaló que: "Tanto los artistas estadounidenses como los extranjeros se han referido a Miss McChesney como la" pintora más importante de Estados Unidos." Más tarde expondría en la Feria Mundial de San Luis de 1904, obteniendo una medalla de bronce.
También escribió y publicó piezas para publicaciones de arte de Nueva York. : 458 
Murió en Londres el 6 de agosto de 1928.

## Galería

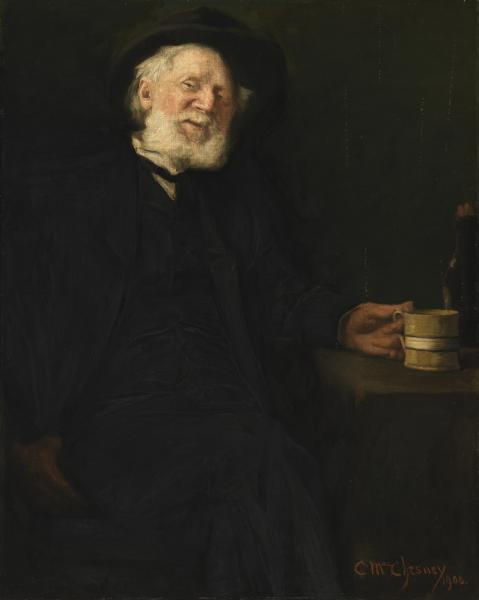
Una buena historia (Retrato de Robert Loftin Newman ), 1900
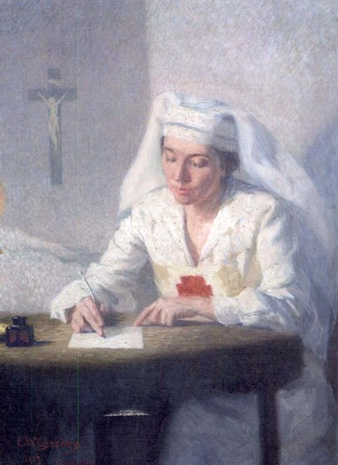
La última carta, 1917
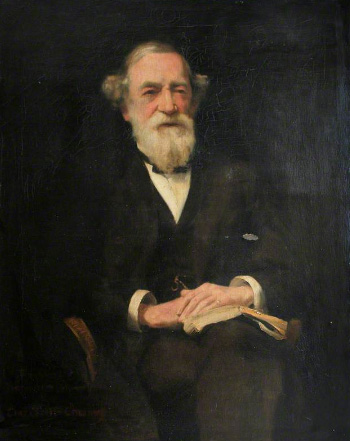
Retrato de Moncure Daniel Conway
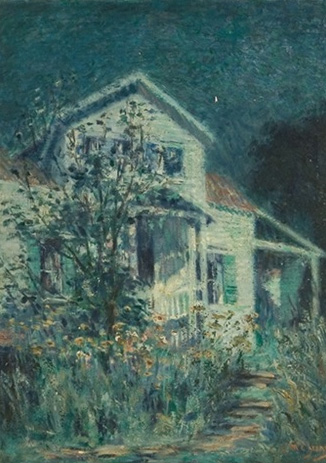
Casa Blanca, Tarde

## Trabajos
- Una buena historia (Retrato de Robert Loftin Newman), (1900) Museo Smithsoniano de Arte American, Washington D. C.[7]
- Bodegón con plato y hervidor, National Arts Club, Manhattan, Nueva York[8]
- Hay Barges, San Francisco, Museo de Oakland,  Oakland, California[9]
- Retrato del gobernador George C. Pardee (1911), Capitolio del estado de California, Sacramento[10]